# Halil Džubran
Halil Džubran (Bšari, 6. siječnja 1883. – New York, 10. travnja 1931.), također i Kahlil Gibran i Khalil Gibran (arapski: جبران خليل جبران), bio je libanonski, maronitski, arapski i američki pjesnik.

## Život i djela
Rodio se 6. siječnja 1883. u mjestu Bšari, stotinjak kilometara od Bejruta u obitelji maronitskih kršćana. Kada je imao 12 godina, zajedno s majkom, dvije sestre i polubratom emigrira u Boston, dok njegov otac ostaje u Libanonu.
Halil u Bostonu 1896. upoznaje fotografa Freda Hollanda Daya, koji mu postaje priljatelj i vrši jak utjecaj na njega. 1897. vraća se u Bejrut i počinje pohađati al-Hikmah gimnaziju te usavršava svoj arapski jezik. Vrativši se u Boston nakon smrti svoje najmlađe sestre 1902. godine, izgubio je starijeg polubrata i majku sljedeće godine, pa se nakon toga neko vrijeme oslanjao na prihode svoje preostale sestre od njenog rada u krojačkoj radnji. 1902. u Bostonu upoznaje mladu pjesnikinju Josephine Peabody, u koju se uskoro zaljubljuje te, pored sestre, i u njoj nalazi potporu.
1905. objavljuje eseje u arapskim novinama, a nakon toga počinje objavljivati pjesme. Svoju prvu knjigu, Nimfe iz dolina, objavio je 1906. u New Yorku, a drugu, Pobunjeni dusi objavljuje 1908. godine. Vraća se u Boston 1910. i pridružuje Društvu zlatnih veza, udruzi arapsko-američkih pisaca i intektualaca. Svoj jedini roman, Slomljena krila, objavljuje 1912. Arapska antologija njegovih pjesama iz novina objavljena je 1914. u New Yorku pod nazivom Suza i smiješak.
Njegova prva knjiga na engleskom jeziku, Luđak, objavljena je 1918. nakon koje, 1923. godine, objavljuje knjigu Prorok po kojoj postaje najpoznatiji, a od tada je postala jedna od najprodavanijih knjiga svih vremena i prevedena je na više od 100 jezika. Svoju kolekciju aforizama, Kraljevstvo mašte, objavljuje u Kairu 1927., a knjigu Isus, sin čovječji 1928..
 U ožujku 1931. objavljuje knjigu Bogovi zemlje.
10. travnja iste godine Halil Džubran umire u New Yorku u 48. godini života od ciroze i početka tuberkuloze na jednom plućnom krilu. Do svoje smrti već je stekao književnu slavu s "obje strane Atlantskog oceana", a Prorok je već bio preveden na njemački i francuski. Njegovo tijelo je preneseno u njegovo rodno mjesto Bsharri (u današnjem Libanonu), kojemu je ostavio sve buduće tantijeme za svoje knjige, a tu se nalazi muzej posvećen njegovim djelima.